# Hằng số điện môi
| Vật liệu              | εr                                                            |
| --------------------- | ------------------------------------------------------------- |
| Chân không            | 1 (theo định nghĩa)                                           |
| Không khí             | 1,00058986±0,00000050 (ở điều kiện tiêu chuẩn, 900 kHz),      |
| PTFE/Teflon           | 2,1                                                           |
| Polyethylene/XLPE     | 2,25                                                          |
| Polyimide             | 3,4                                                           |
| Polypropylene         | 2,2–2,36                                                      |
| Polystyrene           | 2,4–2,7                                                       |
| Carbon disulfide      | 2,6                                                           |
| Mylar                 | 3,1                                                           |
| Giấy in               | 1,4 (200 kHz)                                                 |
| Polime hoạt tính điện | 2–12                                                          |
| Mica                  | 3–6                                                           |
| Silic dioxide         | 3,9                                                           |
| Saphir                | 8,9–11,1 (dị hướng)                                           |
| Bê tông               | 4,5                                                           |
| Pyrex (thủy tinh)     | 4,7 (3.7–10)                                                  |
| Neoprene              | 6,7                                                           |
| Cao su                | 7                                                             |
| Kim cương             | 5,5–10                                                        |
| Muối                  | 3–15                                                          |
| Graphit               | 10–15                                                         |
| Cao su silicon        | 2,9–4                                                         |
| Silicon               | 11,68                                                         |
| GaAs                  | 12,4                                                          |
| Silicon nitride       | 7–8 (polycrystalline, 1 MHz)                                  |
| Ammonia               | 26, 22, 20, 17 (−80, −40, 0, +20 °C)                          |
| Methanol              | 30                                                            |
| Ethylene glycol       | 37                                                            |
| Furfural              | 42,0                                                          |
| Glycerol              | 41,2, 47, 42,5 (0, 20, 25 °C)                                 |
| Nước                  | 87,9, 80,2, 55,5 (0, 20, 100 °C) với ánh sáng nhìn thấy: 1,77 |
| Acid hydrofluoric     | 175, 134, 111, 83,6 (−73, −42, −27, 0 °C),                    |
| Hydrazine             | 52,0 (20 °C),                                                 |
| Formamide             | 84,0 (20 °C)                                                  |
| Axit sulfuric         | 84–100 (20–25 °C)                                             |
| Hydro peroxide        | 128                                                           |
| Acid hydrocyanic      | 158,0–2,3 (0–21 °C)                                           |
| Titani(IV) oxide      | 86–173                                                        |
| Stronti titanat       | 310                                                           |
| Bari stronti titanat  | 500                                                           |
| Bari titanat          | 1200–10.000 (20–120 °C)                                       |
| Chì zircon titanat    | 500–6000                                                      |
| Polime liên hợp       | 1.8–6 đến 100.000                                             |
| Canxi đồng titanat    | >250.000                                                      |

Sự phụ thuộc vào nhiệt độ của độ điện thẩm tương đối của nước

Trong điện từ học, độ điện thẩm tương đối hay hằng số điện môi của một vật liệu là tỉ số của độ điện thẩm tuyệt đối của nó với độ điện thẩm chân không.
Lực tĩnh điện giữa hai điện tích điểm trong một môi trường phụ thuộc vào hằng số điện môi của môi trường đó. Cụ thể hơn, lực Coulomb giữa hai điện tích đặt trong điện môi đồng chất nhỏ hơn lực tác dụng giữa chúng trong chân không một số lần; hệ số tỉ lệ đó chính là độ điện thẩm tương đối. Tương tự, độ điện thẩm tương đối của một vật liệu là tỉ số giữa điện dung của một tụ điện dùng vật liệu đó làm điện môi, với điện dụng của một tụ điện tương tự sử dụng chân không làm điện môi.
Cụm từ "hằng số điện môi" vẫn thường được sử dụng, nhưng đã bị các tổ chức chuẩn hóa trong kỹ thuật và hóa học ngưng sử dụng.

## Định nghĩa
Độ điện thẩm tương đối thường được ký hiệu là εr(ω) (đôi khi là κ, chữ kappa) và được định nghĩa bằng
{\displaystyle \varepsilon _{r}(\omega )={\frac {\varepsilon (\omega )}{\varepsilon _{0}}},}
trong đó ε(ω) là độ điện thẩm phức phụ thuộc vào tần số của vật liệu, còn ε0 là độ điện thẩm chân không.
Độ điện thẩm tương đối là một đại lượng không thứ nguyên, với giá trị phức trong trường hợp tổng quát; phần thực và phần ảo của nó thường được ký hiệu là:
{\displaystyle \varepsilon _{r}(\omega )=\varepsilon _{r}'(\omega )-i\varepsilon _{r}''(\omega ).}
Độ điện thẩm tương đối liên quan đến độ cảm điện của môi trường đó, χe, theo hệ thức εr(ω) = 1 + χe.
Trong những môi trường dị hướng (như tinh thể không lập phương), độ điện thẩm tương đối là một tenxơ hạng hai.
Độ điện thẩm tương đối của một vật liệu trong trường hợp tần số bằng không được gọi là độ điện thẩm tương đối tĩnh.

### Thuật ngữ
Cụm từ vốn hay được dùng để chỉ độ điện thẩm tương đối là hằng số điện môi, và hiện vẫn đang được dùng rộng rãi. Tuy nhiên, thuật ngữ đó đã bị các tổ chức chuẩn hóa như IEEE và IUPAC ngưng sử dụng, bởi nó hay bị nhầm với độ điện thẩm tuyệt đối ε. Trong ngành, cụm từ độ điện thẩm tương đối có thể dùng để chỉ tính chất không đổi, hoặc một tính chất phụ thuộc vào tần số. Đôi khi thuật ngữ này cũng chỉ tới phần thực ε'r của đại lượng giá trị phức ở trên.

### Vật lý
Độ điện thẩm tương đối là một đại lượng số phức, với phần ảo tương ứng với sự lệch pha của phân cực P so với điện trường E và dẫn đến sự suy yếu sóng điện từ truyền qua môi trường. Theo định nghĩa, hằng số điện môi của chân không bằng 1, tức ε = ε0, mặc dù có thể có những hiệu ứng lượng tử phi tuyến tính trong chân không trở nên đáng kể với điện trường mạnh.
Bảng sau liệt kê hằng số điện môi của một số dung môi quen thuộc
| Dung môi                 | Hằng số điện môi | Nhiệt độ (K) |
| ------------------------ | ---------------- | ------------ |
| benzene                  | 2,3              | 298          |
| diethyl ether            | 4,3              | 293          |
| tetrahydrofuran (THF)    | 7,6              | 298          |
| dichloromethane          | 9,1              | 293          |
| ammonia lỏng             | 17               | 273          |
| ethanol                  | 24,3             | 298          |
| methanol                 | 32,7             | 298          |
| nitromethane             | 35,9             | 303          |
| dimethyl formamide (DMF) | 36,7             | 298          |
| acetonitrile             | 37,5             | 293          |
| nước                     | 78,4             | 298          |
| formamide                | 109              | 293          |

## Đo đạc
Độ điện thẩm tương đối εr có thể được đo bằng điện trường tĩnh như sau: đầu tiên điện dung của một tụ điện với chân không ở giữa hai bản tụ, C0, được đo đạc. Sau đó, cũng với tụ điện đó, điện dung C với một điện môi giữa hai bản tụ được đo đạ. Độ điện thẩm tương đối khi đó bằng
{\displaystyle \varepsilon _{r}={\frac {C}{C_{0}}}.}
Trong trường hợp trường điên từ thay đổi theo thời gian, đại lượng này sẽ phụ thuộc vào tần số. Một phương pháp gián tiếp để tính εr là chuyển đổi kết quả đo tham số S tần số radio. Ngoài ra, còn có thể sử dụng hiệu ứng cộng hưởng ở những tần số cố định.